# Helicopsyche electra
Helicopsyche electra is een fossiele soort schietmot uit de familie Helicopsychidae.